# 교향곡 1번 (하이든)
교향곡 1번 라장조 Hob.l:1은 요제프 하이든의 교향곡이다. 최초의 교향곡으로 1757년 또는 1759년 작곡된 것으로 알려졌으나 정확한 것은 불명이다.

## 개요
하이든이 언제 어디서 어떠한 기회에 최초의 교향곡을 작곡했는가는 현재의 연구 단계로서는 확실히 알 수 없다. 예전부터 하이든과 친교를 맺고 있던 A. 그리징거는 하이든이 사망한 연도(1809)에 라이프치히의 〈종합 음악 신문〉에 〈요제프 하이든의 전기적 기술〉이란 글을 연재했는데, 이것이 그의 최초의 교향곡에 대한 유일한 역사적 자료이다. 그리징거는 하이든 1759년에 모르친 백작가의 음악감독으로 취임했을 때에 최초의 교향곡을 작곡했다고 서술하며 교향곡 1번의 첫 2마디를 인용하였다. 이 보고에 의해서 교향곡 1번은 하이든의 최초의 교향곡으로 오랫동안 알려져 왔다. 그러나 그리징거가 접한 하이든의 만년의 기억력은 아주 쇠퇴해 있음을 감안하지 않으면 안 된다. 사실, 19세기의 하이든 연구가 폴은 브라이트코트 운트 해르텔 출판사에서 수집한 하이든 교향곡의 악보 목록을 하이든 자신이, 그리징거가 기술한 1759년보다 2년 전인 1757년부터 1795년까지의 기간으로 구분했다고 기록하고 있다.
하이든의 최초의 교향곡 작곡 연대가 1757년인지, 아니면 1759년인지 여러가지로 논의가 되어 왔는데, 1960년대 중반 체코에서 1758년의 작곡 연대가 기록되어 있는 37번의 필사보가 발견되어 1757년 설이 입증되었다. 또 하이든에게 초기의 현악4중주를 의뢰한 카를 요제프 폰 퓌른베르크 남작과 퓌른베르크 육군 중령의 도장이 찍혀진, 부다페스트 국립도서관에 소장되어 있는 필사보 컬렉션의 연구가 진척됨에 따라, 모르친 백작가 음악감독 취임 이전에 이미 하이든이 교향곡의 창작에 착수했을 가능성이 높아졌다. 어쩄든 현재의 연구 단계에서는 모르친 백작가 시절을 중심으로 그전후에 걸친 1757년경에서 1761년 5월까지 가장 초기의 일련의 교향곡이 작곡되었을 것으로 추정하는 것이 옳을 것이다.
에스테르하지 후작가의 부악장으로 취임한 1761년 5월 이전의 교향곡에 대해선 자필악보 등에 의해 작곡연대를 확정할 수 있는 작품은 한 곡도 없다. 그러나 하이든의 기보봅 등을 중심으로 한 필사보 연구로 작곡연대를 추측하는 G. 페다의 설에 의하면, 14곡이 이 사기에 해당할 것으로 보인다. 제1번이 최초의 교향곡인지 아닌지를 비롲해 작곡 순서 역시 확실치 않다. 14곡 중에서 7곡이 이탈리아의 오페라 신포니아에서 유래된 '빠르게-느리게-빠르게'의 3악장 구성을 3곡이 미뉴에트를 포함한 보통의 4악장 구성을, 3곡이 바로크 교회 소나타의 흐름을 따른 느린 악장으로 시작하는 4악장 구성을 취하고 있다는 사실은 교향곡 창작의 출발점에 있어서 이미 하이든이 특정한 양식에 구애됨이 없이 실험에 실험에 실험에 실험을 거듭했던 의욕적인 작곡가였다는 사실을 말해주고 있다.

## 연주시간
- 약 12분

## 편성
오보에2, 호른2, 현5부

## 구성
- 제1악장 Presto (프레스토) 라장조 4/4박자

소나타 형식, 39마디의 짧은 제시부는 하이든의 초기 작품에서는 보기 드문 크레센도 기호가 있는 제1주제로 시작된다.
소재적으로는 제1주제나 제2주제와 직접적인 관계가 없는 경과부를 삽입한 후에 제1바이올린과 오보에를 중심으로 딸림조의 제2주제가 제시되는데, 호반의 4마디는 당시의 유행에 따라 딸림단조로 된다. 제1바이올린이 주로 연주하는 짧은 코테다로 제시부를 마무리한다. 
- 제2악장 Andante (안단테) 사장조 2/4박자

소나타 형식. 현악 합주와 하프시코드만으로 연주되는 2악장은 바로크 양식의 흔적이 였보인다. 제1바이올린에 의한 제1주제로 시작되는 제시부는 짧은 경과부를 지나 딸림조에 의한 제2주제로 이어지는데, 1악장처럼 제2주제의 후반부는 딸림다조로 나타난다. 다시 딸림조로 되돌아와 코데타로 맺는다.
- 제3악장 Finale,Presto (피날레, 프레스토) 라장조 3/8박자

소나타 형식. 각 6마디씩의 제1주제와 제2주제를 짧은 경과부가 이어주고 코데타로 마무리되는 제시부에, 딸림조로 변형된 제1주제로 시작되는 발전부가 이어지고 저시부와 거의 같은 규모의 재현부가 기본 형태로 펼쳐진다.

## 참고 문헌
- 《작곡가별 명곡해설 라이브러리》 14권 '하이든' 〈음악지우사〉 (音樂世界)